# Buk v Oselcích
Buk v Oselcích je památný strom u vsi Oselce u Nepomuku v okrese Plzeň-jih. Přibližně třísetletý buk lesní (Fagus sylvatica) roste u křížku u staré lesní cesty na Kotouň v nadmořské výšce 580 m. Strom má velké kořenové náběhy porostlé mechem, jeho kmen je boulovatý po odpadlých větvích a podle pověsti nabíjí energií. Obvod jeho kmene je 597 cm a koruna dosahuje do výšky 32 m. Strom je chráněn od roku 1999 pro svůj vzrůst.

## Stromy v okolí
- Oselecká lípa